# August Underground
August Underground es una película de terror de explotación estadounidense de 2001 dirigida por Fred Vogel, quien la coescribió con Allen Peters. La película está protagonizada por Vogel como un asesino en serie llamado Peter, que secuestra y mata a varias personas inocentes, mientras su cómplice anónimo, interpretado por Peters, filma y documenta los asesinatos.
Filmado en un estilo de metraje encontrado intencionalmente amateur, August Underground recibió críticas mixtas. A la película le siguieron dos secuelas, August Underground's Mordum en 2003 y August Underground's Penance en 2007.

## Argumento
Peter, un asesino en serie, invita a su cómplice con una cámara a su sótano, donde mantiene cautiva a una mujer llamada Laura. Peter y su cómplice anónimo la torturan y humillan a su antojo.
A continuación, los dos recogen a una autoestopista. Después de que Peter la obliga a practicar sexo oral, la golpea y la deja por muerta al costado de la carretera. Después de que el dúo es expulsado de un concierto por comportamiento ruidoso, Peter y su cómplice regresan a la casa y descubren que Laura ha muerto.
Peter asesina a una anciana en su casa y luego aterroriza una tienda con su cómplice. Abandonan sus planes de secuestrar al dependiente o a un comprador cuando oyen acercarse las sirenas de la policía. Luego, los dos proceden a recorrer Roadside America y visitar un salón de tatuajes. Cuando el tatuador termina de tatuar a Peter, él y su hermano gemelo son capturados por Peter y el camarógrafo. Le cortaron una pierna al tatuador y luego lo mataron a golpes, a él y a su hermano.
Los dos contratan prostitutas para una orgía alimentada por drogas. Peter sodomiza a una prostituta mientras la golpea con un martillo. La prostituta restante intenta escapar. En la caótica persecución que sigue, el cómplice deja caer la cámara, lo que provoca el silencio en la habitación.

## Reparto
- Fred Vogel como Peter
- Allen Peters como el hombre detrás de la cámara
- Kyle Dealman
- Daniel Friedman
- Alexa Iris como autoestopista
- Victoria Jones como anciana
- Aaron LaBonte como gemelo menor
- Ben LaBonte como gemelo mayor
- Andrew Lauer
- Pedro Montaña
- AnnMarie Reveruzzi como Laura (La chica del sótano)
- Erika Risovich como Erika (prostituta rubia)
- Russel A. Sagona
- Randi Stubbs como prostituta negra
- Stephen Vogel como niño en el supermercado
- John A. Wisniewski como Michael (Hombre muerto en la bañera)
- Nick Yatso como gorila en el concierto

## Producción
August Underground fue producida y dirigida por Fred Vogel en su debut como director, y Vogel también coescribió y protagonizó el papel principal de la película. Al principio, Vogel quería hacer una " película de zombies de gran presupuesto", pero consideró que su inexperiencia en la realización de un largometraje alejaría a posibles financistas. Con esto en mente, Vogel decidió hacer otra película que lo ayudaría a dar a conocer su trabajo y la posible financiación de la película. La idea de la película surgió de la frustración de Vogel con el género de los asesinos en serie, que en su opinión "no mostraba lo que realmente estaba pasando". Inspirándose en Henry: Portrait of a Serial Killer, de John McNaughton, Vogel quería hacer una película que fuera a la vez "fea" y realista y que al mismo tiempo fuera única y original. La fotografía principal comenzó en agosto de 2000, bajo el título provisional Peter.
Inicialmente, Vogel esperaba llevar a cabo una campaña de marketing de guerrilla para la película, en la que se colocarían cintas VHS de la película en lugares aleatorios de los Estados Unidos, como parques y áreas de juego, para que los transeúntes las descubrieran. Sin embargo, este plan fue abandonado tras los ataques del 11 de septiembre y los posteriores ataques con ántrax.

## Lanzamiento

### Respuesta de la crítica
Gregory S. Burkart de Bloody Disgusting incluyó a August Underground en su lista "¡20 hitos de terror con material de archivo encontrado!", y escribió: "No soy un gran admirador de esta serie, pero admiro la intrépida audacia de Vogel al ofrecer lo último en sadismo en pantalla". Jay Alan de HorrorNews.net le dio a la película una crítica positiva, elogiando las actuaciones, los efectos sangrientos y la calidad realista de la película. Chris Mayo de Severed Cinema ofreció elogios similares: " August Underground es un verdadero testimonio de lo que debería ser el horror; desagradable, nihilista, crudo y real". Robert Firsching de Allmovie escribió en su reseña sobre la película: " August Underground, un antídoto agotador pero importante contra la plétora de películas que embellecen a los asesinos en serie, no es probable que encuentre una amplia audiencia, pero no abandonará a aquellos que logren encontrarla". una copia intacta".
Más tarde, la película ocupó el puesto 14 en las películas más inquietantes de todos los tiempos de Complex, y la entrada de la película destacó su calidad realista y su "ambiente sádicamente natural".

### Controversia
En 2005, mientras viajaba a Canadá para asistir al Festival del Miedo de Rue Morgue en Toronto, el director y coguionista Fred Vogel fue arrestado, pendiente de cargos por transportar materiales obscenos a Canadá, cuando los funcionarios de aduanas encontraron copias de August Underground y su secuela. entre las mercancías que tenía intención de llevar a la convención. Los cargos finalmente se retiraron después de que Vogel pasó aproximadamente diez horas bajo custodia aduanera y sus películas fueron enviadas a Ottawa para su posterior observación.